# Canatha confutalis
Canatha confutalis är en fjärilsart som beskrevs av Walker 1866. Canatha confutalis ingår i släktet Canatha och familjen nattflyn. Inga underarter finns listade i Catalogue of Life.